# گلن ام. دیویس
گلن مکارتنی دیویس (زاده ۳۰ ژانویه ۱۹۵۲) دانشمند استرالیایی-کانادایی و استاد علوم ورزشی بالینی در دانشگاه سیدنی است.

## زندگی
دیویس تحصیلات کارشناسی و تحصیلات تکمیلی خود را در کانادا گذراند و مدرک دکترای خود را در سال ۱۹۸۶ از دانشگاه تورنتو دریافت کرد. دیویس عضو چندین انجمن علمی بین‌المللی از جمله عضو کالج آمریکایی پزشکی ورزشی و معاون انجمن بین‌المللی تحریک الکتریکی عملکردی است. از سال ۱۹۸۵، او کارگاه‌ها، سخنرانی‌ها و سمپوزیوم‌های گوناگونی را در حوزه تحقیقاتی خود در زمینه ورزش درمانی در انجمن‌های خاص برگزار کرده‌است. علاوه بر این، وی ۱۵ فصل کتاب، بیش از ۶۸ مقاله با داوری همتا و بیش از ۷۶ چکیده پژوهشی را در مجموعه جلسات علمی منتشر کرده‌است. به‌طور کلی، دیویس علاقه به تحقیقات و بالینی در موارد زیر دارد:
- پیاده‌روی و ورزش ناشی از تحریک الکتریکی در اندام تحتانی بیماران آسیب نخاعی و سکته مغزی
- استفاده ترکیبی از ورزش درمانی و فناوری زیست پزشکی برای توانبخشی بیمار.

از سال ۲۰۰۰، دیویس محقق اصلی/سرپرست در زمینه کمک هزینه‌های تحقیقاتی بیش از ۴٫۳۹ میلیون دلار از جمله بودجه فعلی NHMRC استرالیا و کمک مالی برنامه NSW بوده‌است.